# Il miracolo degli uccelli
Il miracolo degli uccelli è un racconto breve scritto dallo scrittore brasiliano Jorge Amado, membro dell'Accademia delle lettere brasiliana, pubblicato nel 1997.
Nel 2012 è stato adattato per un telefilm diretto da Adolfo Rosenthal e prodotto da TV Record.
In Italia è stato pubblicato da Einaudi nella collana L'arcipelago Einaudi.

## Trama
Ubaldo Capadócio è un poeta di letteratura di cordel, viaggia in quattro angoli del Brasile per restare in linea con la propria arte. Tre famiglie e tantissime amanti, poiché nessuna donna gli può resistere. D'altra parte, il capitano Lindolfo Ezequiel è il custode feroce di buona pace della sua famiglia e, nonostante l'attrattiva di sua moglie Sabo, nessuno osava attaccare la virtù delle donna. Ma Ubaldo Capadócio è un uomo appassionato e Sabo è molto bella ed entusiasta. E quindi tutto può succedere.